# I Admit
I Admit – utwór rumuńskiej wokalistki Sandy Ladoși, napisany przez George’a Popę i Irinę Gligor, nagrany oraz wydany 2004 roku, umieszczony na czwartym albumie studyjnym artystki pt. Khalini.

## Historia utworu

### Konkurs Piosenki Eurowizji 2004
Utwór reprezentował Rumunię podczas 49. Konkursu Piosenki Eurowizji w 2004 roku, wygrywając w marcu finał krajowych eliminacji. Singiel zakwalifikował się do stawki półfinałowej selekcji, został zaprezentowany w pierwszym półfinale i awansował do finału z pierwszego miejsca, zdobywając łącznie 20 punktów w głosowaniu komisji jurorskiej i telewidzów. W rundzie finałowej piosenka zdobyła największą liczbę 24 punktów i wygrała eliminacje, pokonując pozostałe 11 propozycji.
Dzięki zajęciu miejsca w pierwszej jedenastce przez Nicolę podczas konkursu w 2003 roku, Sanda miała zapewnione miejsce w stawce finałowej kolejnego widowiska, który odbył się 15 maja w Stambule, utwór zajął ostatecznie 18. miejsce, zdobywając łącznie 18 punktów. Podczas występu Ladoşi miała na sobie złotą kreację, towarzyszyło jej trzech tancerzy i dwie chórzystki.

## Lista utworów
CD Single
1. „I Admit” – 2:59